# 戈貝薩
戈貝薩（Gobesa）是埃塞俄比亞位於東南部奧羅米亞州阿爾西地區的小鎮，座標7°37′N 39°30′E / 7.617°N 39.500°E，海拔2,353米。鎮內有電話和郵政務，但是沒有電力供應。根據埃塞俄比亞中央統計局2005年的人口普查資料，戈貝薩總人口約10,170，其中男性5,010人，女性5,160人。